# Højhælede sko
 For alternative betydninger, se Stilet (flertydig). (Se også artikler, som begynder med Stilet)
Højhælede sko er sko, der løfter hælen markant mere end tåen.

## Historie
Den høje hæl indførtes for at rytterens fod skulle blive i stigbøjlen. Ved at gå med ride-støvler blev herren højere og det dannede mode.
Den ældste høje støvlehæl er fra omkring 1540 og fra England. Brugen af høje hæle kan belaste leddene i forfoden, da noget af kroppens vægt kan hvile på dem. Tæerne går nogle gange ind i en smal, spids tå, som kan forværre belastningen.

### Sko med halv-høje hæle
Med en halvhøj hæl (pumps) hviler en del af kroppens vægt på svangen.

### Stiletsko
Stiletsko (eller stiletter) er højhælede sko med smalle stilethæle. Det er høje tynde hæle, som det kræver øvelse at gå med. I stiletter hviler kroppens vægt ikke kun på fodsålen, men også på siderne og i nogen grad på oversiden af foden.